# Escroquerie en droit suisse
En Suisse, l'escroquerie est une infraction pénale contre le patrimoine.

C'est un délit prévu par l’article 146 du code pénal suisse. Selon cette disposition, une personne se rend coupable d’escroquerie lorsqu’elle agit astucieusement pour induire en erreur une autre personne, la poussant ainsi à commettre des actes préjudiciables à ses intérêts financiers ou à ceux d’un tiers.

## Définition
L’escroquerie consiste à se procurer ou à procurer à un tiers un enrichissement illégitime en trompant astucieusement une personne.
L’auteur peut utiliser des affirmations mensongères, dissimuler des faits vrais ou conforter astucieusement la victime dans son erreur.
L’astuce comme élément essentiel :
Sans astuce, il n’y a pas d’escroquerie. L’astuce se manifeste par des mensonges, des manœuvres frauduleuses ou une mise en scène.
Le comportement de l’accusé est considéré comme astucieux si la victime ne pouvait raisonnablement échapper à la tromperie.

## Exemples
1. Le Tribunal fédéral a statué qu’un vendeur qui livre un produit de grande valeur à un inconnu sans vérifier sa solvabilité agit avec légèreté et ne peut invoquer l’escroquerie.
En revanche, annoncer un faux sinistre à son assureur constitue une tromperie astucieuse.
2. Le Tribunal fédéral a statué que l'obtention de frauduleuse de crédits COVID-19 est une escroquerie[1].

En somme, l’escroquerie en droit suisse repose sur l’astuce de l’auteur et la vulnérabilité de la victime. Les entreprises doivent également prendre des mesures de prudence pour éviter d’être trompées.